# Lovely ~Yumemiru Lovely Boy~
Singles de Tommy february6
MaGic in youR Eyes
(2004) ♥Lonely in Gorgeous♥
(2005)
Lovely ~Yumemiru Lovely Boy~ est le 7e single de Tommy february6 sorti le 14 juillet 2004 au Japon. Il atteint la 14e place du classement de l'Oricon et reste classé pendant 8 semaines. Lovely ~Yumemiru Lovely Boy~  se trouve sur la compilation Strawberry Cream Soda Pop "Daydream". Lovely ~Yumemiru Lovely Boy~ a été utilisé comme thème musical pour le film Pokémon  Rekku no Homonsha Deoxys.

## Liste des titres
Toutes les paroles sont écrites par Tommy february6, toute la musique est composée par Malibu Convertible.
| 1. | Lovely ~Yumemiru Lovely Boy~ (L•O•V•E•L•Y ~夢見るLOVELY BOY~)                                                                              |  |
| 2. | I Only Want to Be with You |  |
| 3. | Lovely ~Yumemiru Lovely Boy~ (Pikachu to Issho ★ Version da yo!) (L•O•V•E•L•Y ~夢見るLOVELY BOY~ (ピカチュウといっしょ★ヴァージョンだよ!)) |  |
| 4. | Lovely ~Yumemiru Lovely Boy~ (Original Instrumental) (L•O•V•E•L•Y ~夢見るLOVELY BOY~)                                                      |  |